# Бедулин, Евгений Александрович
Евге́ний Алекса́ндрович Беду́лин (1 сентября 1985, Могилёв) — белорусский дзюдоист полутяжёлой весовой категории, выступал за сборную Белоруссии в середине 2000-х — начале 2010-х годов. Участник летних Олимпийских игр в Лондоне, бронзовый призёр чемпионатов Европы в командном зачёте, обладатель бронзовой медали летней Универсиады в Белграде, победитель многих турниров национального и международного значения. Мастер спорта Республики Беларусь международного класса. Также известен как самбист.

## Биография
Евгений Бедулин родился 1 сентября 1985 года в городе Могилёве Белорусской ССР. Активно заниматься дзюдо начал с раннего детства, проходил подготовку в Гомельской областной школе высшего спортивного мастерства под руководством заслуженного тренера Виктора Александровича Внучкина.
Впервые заявил о себе в сезоне 2004 года, когда одержал победу на юниорском международном турнире класса «А» в Санкт-Петербурге, получил серебряную медаль на аналогичных соревнованиях в Киеве и занял пятое место на чемпионате мира среди юниоров в Будапеште. Год спустя дебютировал в зачёте взрослого Кубка мира, в частности выиграл бронзовую медаль на этапе в Таллине. Кроме того, стал пятым на этапе Суперкубка мира в Москве и получил бронзу на мемориальном турнире Владимира Гулидова в Красноярске.
В 2006 году Бедулин поднялся из средней весовой категории в полутяжёлую. В этот период он выиграл бронзовую медаль на этапе Кубка мира в Минске, взял бронзу на молодёжном чемпионате Европы в Москве и на командном чемпионате Европы в Белграде. В следующем сезоне вновь стал бронзовым призёром молодёжного и командного европейских первенств. Ещё через год добавил в послужной список серебряную медаль, выигранную на этапе Кубка мира в Праге.
На чемпионате Европы 2009 года в Тбилиси занял пятое место, также победил на международном турнире в Риге, завоевал бронзовую медаль на летней Универсиаде в Белграде, стал серебряным призёром на турнире Большого шлема в Париже. В 2010 году выиграл этапы Кубка мира в Праге и Минске, был лучшим на гран-при Туниса, занял пятое место на европейском первенстве в Вене.
В 2012 году был пятым на чемпионате Европы в Челябинске, получил бронзовую медаль на этапе мирового кубка в Минске. Благодаря череде удачных выступлений удостоился права защищать честь страны на летних Олимпийских играх в Лондоне — в стартовом поединке взял верх над представителем Аргентины Кристианом Шмидтом, но затем потерпел поражение от россиянина Тагира Хайбулаева, который в итоге и стал олимпийским чемпионом.
После лондонской Олимпиады Евгений Бедулин ещё в течение некоторого времени оставался в основном составе дзюдоистской команды Белоруссии и продолжал принимать участие в крупнейших международных турнирах. Так, в 2013 году он побывал на турнире Большого шлема в Баку, где занял пятое место в зачёте полутяжёлого веса. Вскоре по окончании этих соревнований из-за травмы плечевого сустава принял решение завершить карьеру профессионального спортсмена, уступив место в сборной молодым белорусским дзюдоистам. За выдающиеся спортивные достижения удостоен почётного звания «Мастер спорта Республики Беларусь международного класса».
Помимо участия в соревнованиях по дзюдо также выступал на турнирах по самбо. В частности, является серебряным призёром чемпионата мира по самбо, прошедшего в 2008 году в Санкт-Петербурге.